# Gallaecia
Gallaecia ook bekend als Hispania Gallaecia was een Romeinse provincie die een gebied in het noordwesten van Hispania omvat (ongeveer het tegenwoordige Galicië in Spanje en noord-Portugal). De belangrijkste en historische hoofdstad was Bracara Augusta, de moderne Portugese stad Braga.

## Beschrijving
De Romeinen noemden het noordwestelijk deel van het Iberisch Schiereiland Gallaecia, naar de Gallaeci (Grieks Kallaikoi) een Keltische stam die de belangrijkste vijand in het gebied was geweest. De Gallaecische Kelten werden voor het eerst vermeld in Punica (1e eeuw n.Chr.) van Silius Italicus over de Eerste Punische Oorlog:
Fibrarum et pennae divinarumque sagacem
flammarum misit dives Callaecia pubem,
barbara nunc patriis ululantem carmina linguis,
nunc pedis alterno percussa verbere terra,
ad numerum resonas gaudentem plauder caetras. (book III.344-7)
"Rijk Gallaecia zendt haar jeugd, wijs in de kennis van waarzeggen uit de ingewanden van dieren door veren en vlammen, die, met hun barbaarse gezang in hun eigen taal op de grond stampen met de ene en de andere voet in hun ritmische dansen tot de grond trilt, en die dit begeleiden met de sonore caetras" (of gaethas, doedelzakken, misschien hun vroegste vermelding.)
Gallaecia als gebied stond bij de Romeinen bekend voor zijn gemengde Keltiberische cultuur, de cultuur van de castros of castrexa, de heuvelforten van Keltische origine, en voor haar goudmijnen. De beschaving strekte zich uit over het hedendaagse Galicië, het noorden van Portugal, het westelijk deel van Asturië, de Bierzo en Sanabria.

## Geschiedenis

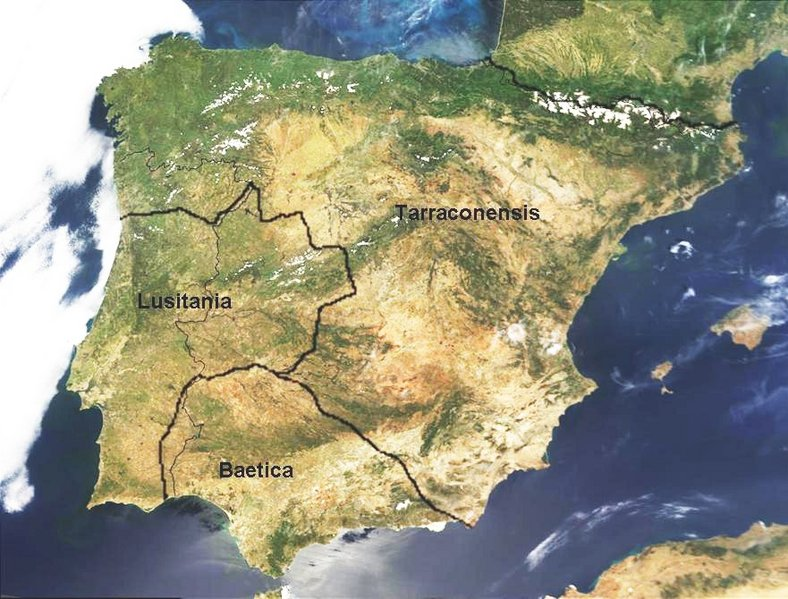
Romeins Gallaecia als deel van Tarraconensis onder Caesar Augustus na de Cantabrische Oorlogen 69 v.Chr.

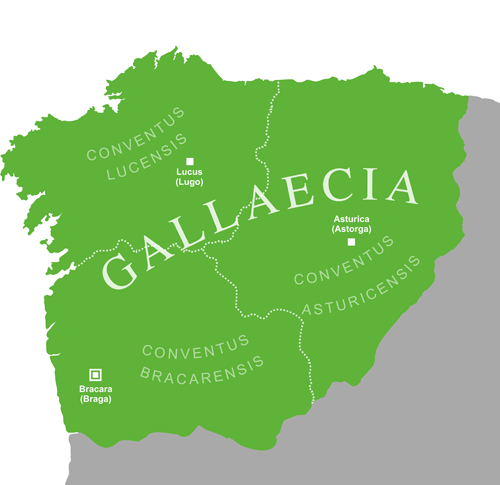
Romeins Gallaecia onder Diocletianus 293 n.Chr.

Na de Punische oorlogen wilden de Romeinen Iberië veroveren. De stam van de Gallaicoi (60.000 man sterk volgens Paulus Orosius) stond in 137 v.Chr. tegenover de Romeinse legers in een slag bij de rivier de Douro (Spaans Duero, Latijn Durius). De slag liep uit op een grote Romeinse overwinning. De Romeinse proconsul Decimus Junius Brutus kon als held terugkeren en kreeg de erenaam Gallaicus ("overwinnaar van de Gallaicoi").
Hierna vochten de Gallaeciers in de Romeinse legioenen; ze werden gelegerd tot in Dacia en Brittannië. Het laatste verzet van de Kelten werd onder keizer Octavianus in de gewelddadige Cantabrische Oorlogen tussen 26 en 19 v.Chr. de kop ingedrukt. De weerstand was verbijsterend: liever collectieve zelfmoord dan overgave, moeders die hun kinderen doodden alvorens zelfmoord te plegen, gekruisigde gevangenen die liederen zongen, en opstanden van gevangenen die hun wachters doodden en terugkeerden naar Gallaecia. 
Voor Rome was Gallaecia een regio die gevormd werd uit twee conventi : de Lucensis en de Bracarensis; en deze waren duidelijk afgebakend van andere gebieden zoals Asturica, volgens geschreven bronnen:
- - Legatus iuridici to per ASTURIAE ET GALLAECIAE.
  - Procurator ASTURIAE ET GALLAECIAE.
  - Cohors ASTURUM ET GALLAECORUM.
  - Plinius: ASTURIA ET GALLAECIA

In de 3e eeuw creëerde Diocletianus een bestuurlijke indeling die de conventus van Gallaecia, Asturica en misschien Cluniense omvatte. Deze provincie kreeg de naam Gallaecia omdat Gallaecia het meest bevolkte en het belangrijkste gebied in de provincie was. In 409, toen de Romeinse macht taande, ging Romeins Gallaecia (convents Lucense en Bracarense) door overwinningen van de Suebi over in het Koninkrijk Gallaecia (het Galliciense Regnum, zoals opgetekend door Hydatius en Gregorius van Tours).
Beatus van Liébana duidt Gallaecia aan als het christelijk deel van het Iberisch schiereiland, terwijl met Hispania het moslimdeel wordt bedoeld.
In de tijd van Karel de Grote kwamen bisschoppen uit Gallaecia op de Raad van Frankfurt in 794. Toen hij in Aken verbleef ontving hij afgezanten van de koningen van Gallaecia (796-798), zo blijkt uit Frankische kronieken.
Sancho III van Navarra refereert in 1029 aan Vermudo III als Imperator domus Vermudus in Gallaecia.